# Sarroca de Bellera
Sarroca de Bellera ist eine katalanische Gemeinde (municipio) mit 115 Einwohnern (Stand: 2024) in der Provinz Lleida im Nordosten Spaniens. Sie liegt in der Comarca Noguera.

## Geographische Lage
Sarroca de Bellera liegt etwa 85 Kilometer nordnordöstlich von Lleida in einer Höhe von ca. 1000 m. 

## Bevölkerungsentwicklung
| Jahr      | 1970 | 1981 | 1991 | 2001 | 2011 | 2021 |
| Einwohner | 535  | 158  | 140  | 160  | 127  | 120  |

## Sehenswürdigkeiten

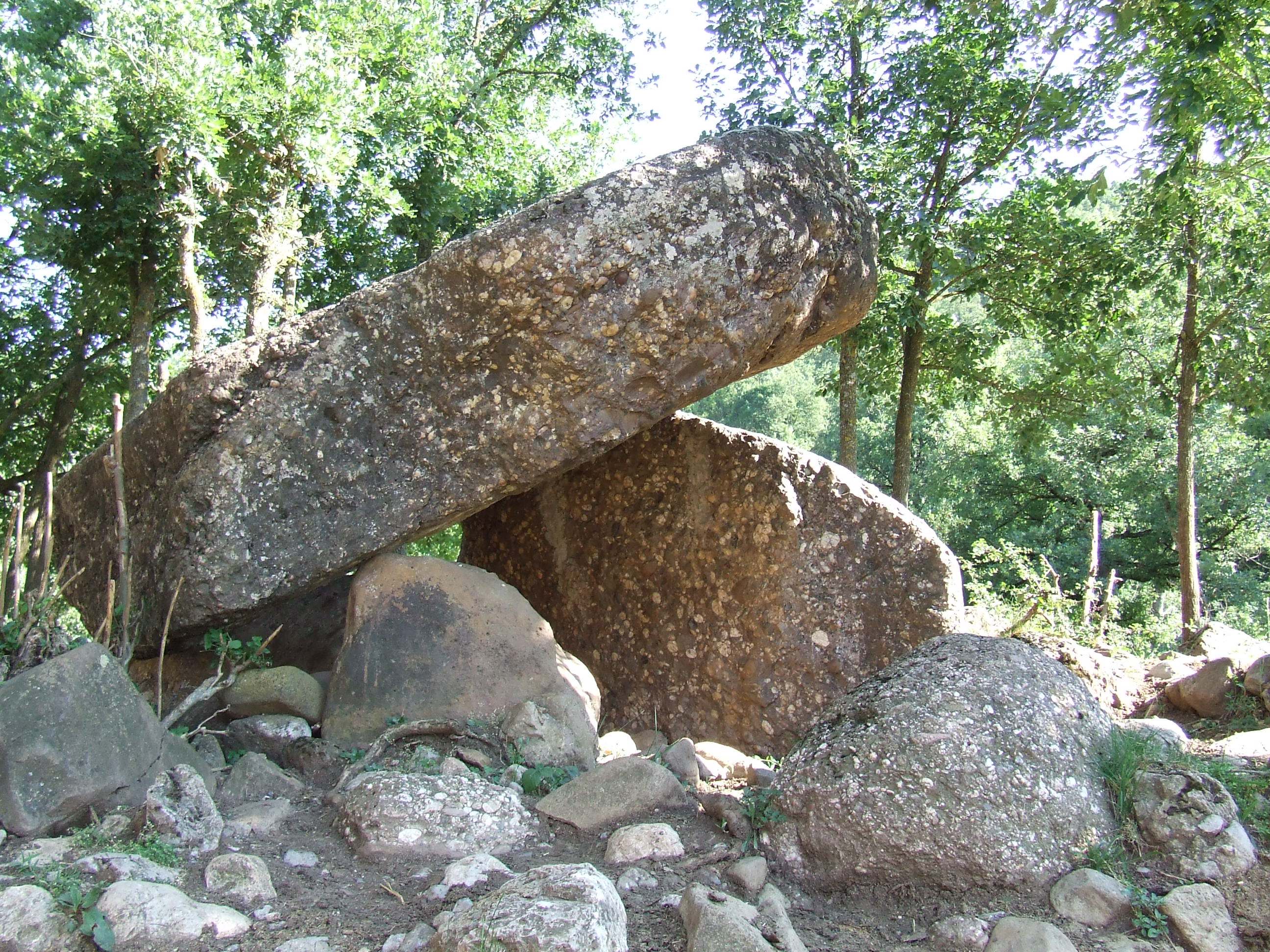
Dolmen von El Mas
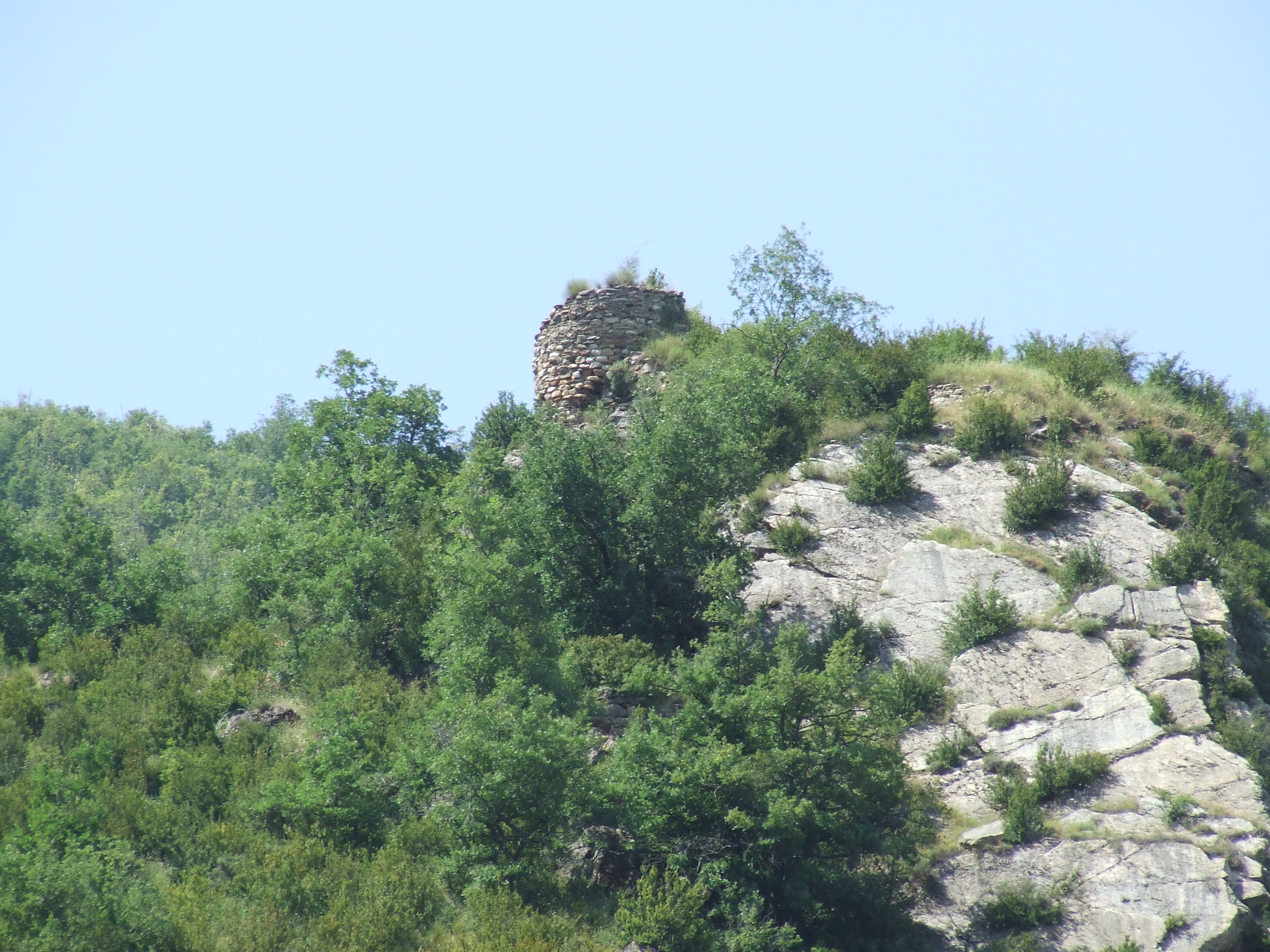
Burgruine von Castellgermà
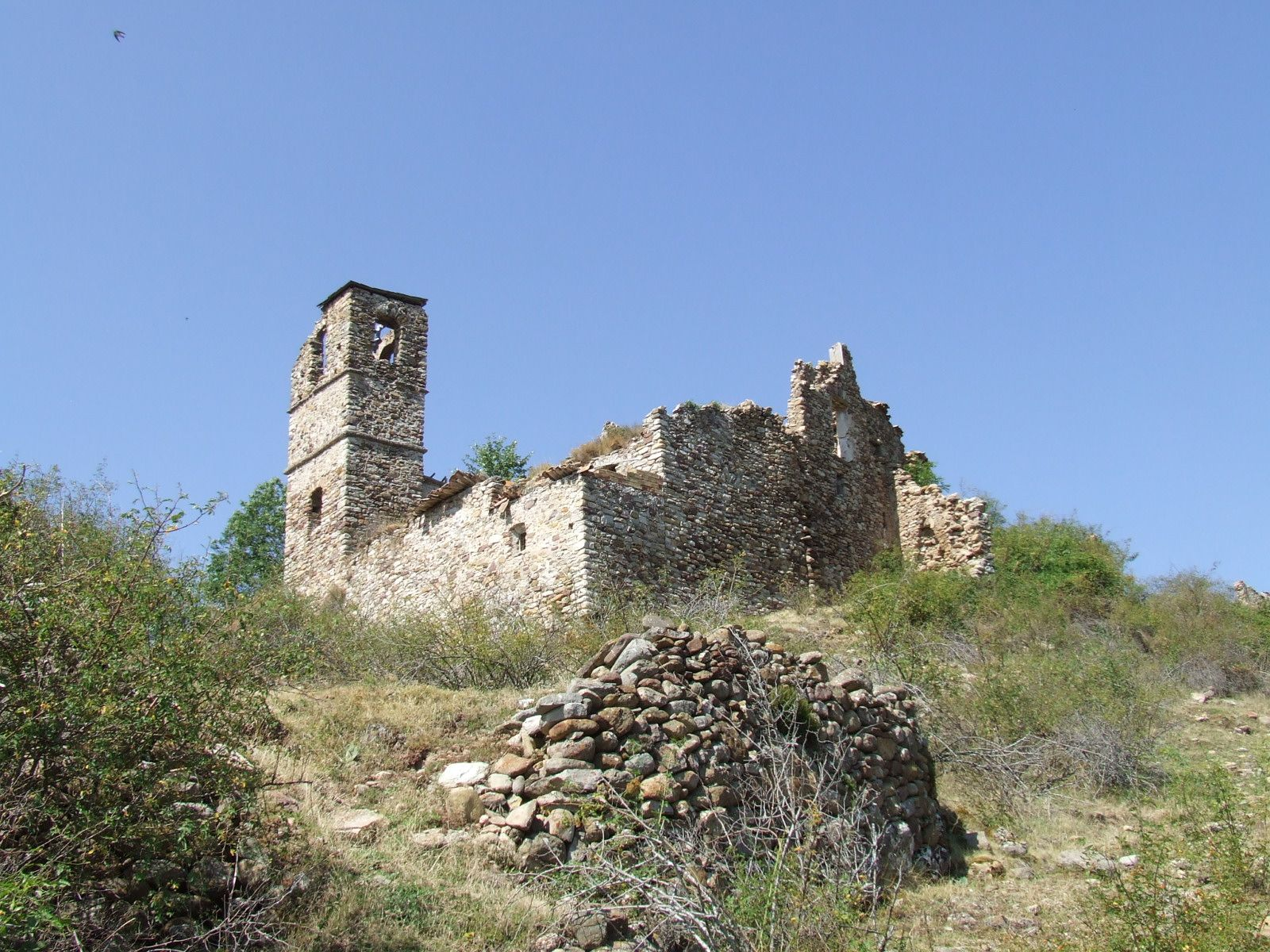
Sebastianuskirche

- Dolmen von El Mas
- Burgruine von Castellgermà
- Sebastianuskirche